# Павленкович, Константин Григорьевич
Константин Григорьевич Павленкович (7 (20) октября 1917 года, дер. Тимоховка, Павловичская волость, Могилёвский уезд, Могилёвская губерния — 17 января 2010 года, Минск) — шофёр-испытатель Минского автомобильного завода Министерства автомобильной промышленности СССР, Белорусская ССР. Герой Социалистического Труда (1966).

## Биография
Родился в 1917 году в крестьянской семье в деревне Тимоховка (сегодня — Круглянский район, Могилёвская область).
Занимался испытанием грузового автомобиля МАЗ-500. Испытывал автомобиль в различных экстремальных условиях на автодорогах Крайнего Севера, пустынных условиях Средней Азии, в Крыму и на перевалах Кавказа.
Внёс несколько рационализаторских предложений, в результате которых конструкторы увеличили надёжность задних мостов автомобиля. Досрочно выполнил производственные задания семилетки (1959—1965) и собственные социалистические обязательства. Указом Президиума Верховного Совета СССР от 22 августа 1966 года удостоен звания Героя Социалистического Труда с вручением ордена Ленина и золотой медали «Серп и Молот».